# SUISA
SUISA («SUISse Auteurs») — общество охраны авторских прав швейцарских авторов песен, композиторов и музыкальных издателей. Общество осуществляет коллективное управление правами для его членов путём сбора лицензионных платежей (если их музыкальные произведения исполняются публично, передаются или используются) и выплачивания авторского вознаграждения.
Председатель общества — Xavier Dayer, офис расположен в Цюрихе.
SUISA было создано в 1923 году. В то время более 30000 композиторов, создателей песен и музыкальных издателей из Швейцарии и Лихтенштейна были объединены в обществе SUISA. Благодаря контрактам с зарубежными партнерами SUISA в настоящее время представляет интересы около двух миллионов музыкантов.

## Деятельность
SUISA представляет авторские права своих членов и членов организаций — партнеров, обеспечивает членам общества адекватную компенсацию за использование их произведений. SUISA отслеживает авторские права в музыкальных произведениям в кино и на телевидении. Отслеживание авторских прав в оперных постановках и мюзиклах проводится по с партнерской организацией Société Suisse des Auteurs (SSA).
Каждый композитор, автор текстов или музыкальный издатель может стать членом общества SUISA. По взаимному соглашению общество взимать плату с пользователей от имени авторов.
Авторское право включает в себя вознаграждение за частное копирование музыки, с 1993 года проводится сбор и за пустые носители информации (кассеты, компакт — диски и DVD — диски). Административные расходы SUISA составляют 11,95 процента от сборов, а за пустой носитель берется сбор в 10 процентов. Работа общества SUISA контролируется институтом интеллектуальной собственности (IGE) Швейцарии.

## Критика
Работа общества подвергается критике. Критикуются сами авторские сборы, поскольку они представляет собой множественное бремя для потребителей, которые итак уже платят авторский сбор, когда приобретают музыку или фильмы. Кроме того, сбор, применяемый к различным технологиям хранения информации сильно разнится в зависимости от того — это флэш — память или жесткие диски и др. В ответ на критику SUISA снизил сборы на флэш — память до 4GB до 75 процентов. Организация по защите прав потребителей приветствовала этот шаг, но призвала и к дальнейшему рассмотрению всех обвинений в адрес общества
.